# Carlo Valenziani
Carlo Valenziani (Roma, 3 marzo 1831 – Roma, 27 novembre 1896) è stato un orientalista italiano.

## Biografia
Insegnante di lingue dell'Estremo oriente all'università di Roma, dal 1875 fu socio dei Lincei. È stato uno dei soci fondatori della Società romana di storia patria.
È stato eletto al consiglio comunale di Roma nel 1880 e nel 1886.